# Madura perfida
Madura perfida är en insektsart som beskrevs av Carl Stål 1862. Madura perfida ingår i släktet Madura och familjen bredkantskinnbaggar. Inga underarter finns listade i Catalogue of Life.